# Rat der Fünfhundert
Der Rat der Fünfhundert (Conseil des Cinq-Cents) und der Rat der Alten (Conseil des Anciens) waren seit der Einführung der Direktorialverfassung von 1795 bis zur Einführung der Konsulatsverfassung Ende 1799 die beiden Kammern des französischen Parlaments.

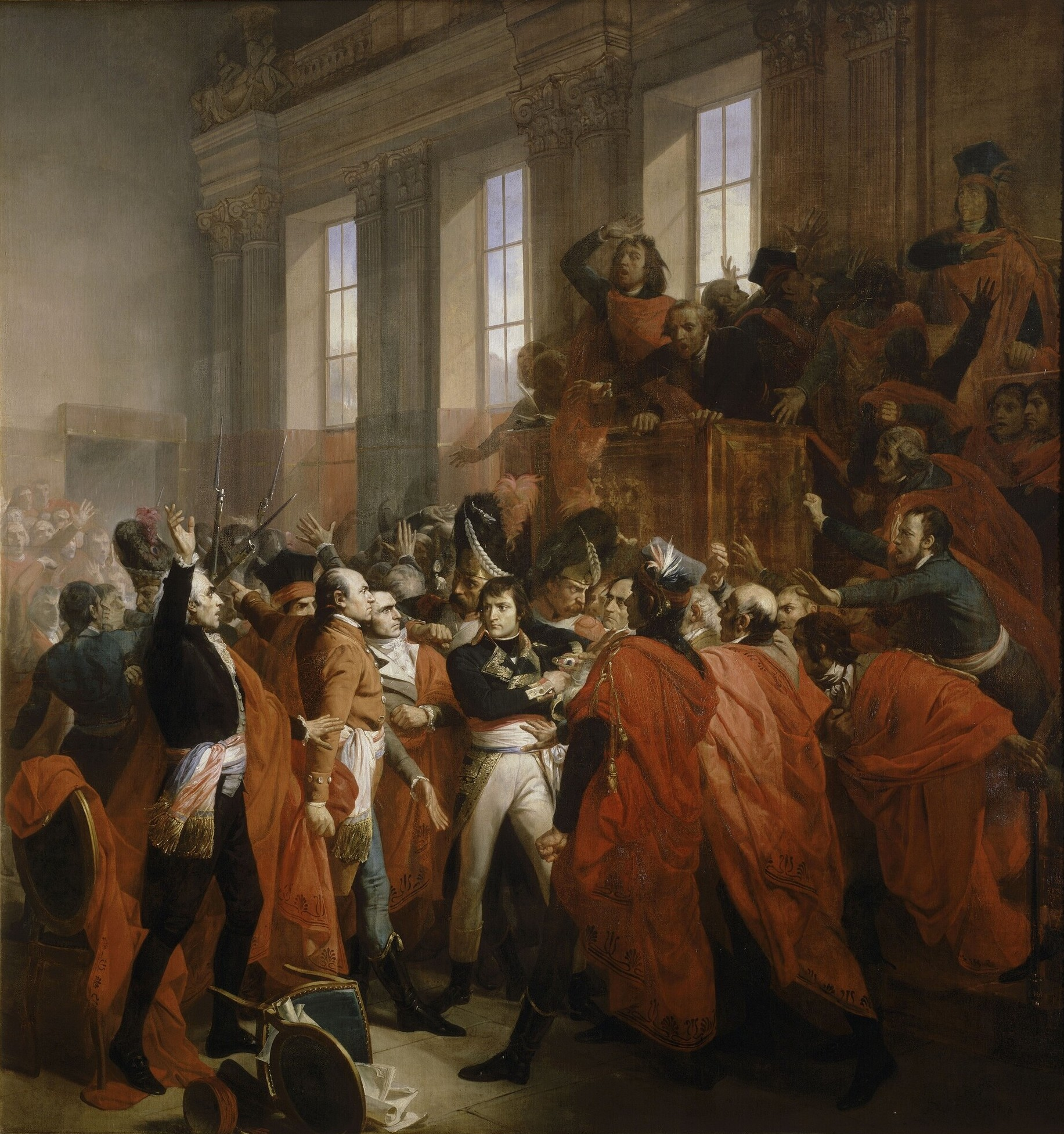
General Bonaparte vor dem Rat der Fünfhundert in Saint-Cloud am 10. November 1799 (Gemälde von François Bouchot aus dem Jahr 1840)

## Wahlrecht
Die neue Verfassung von 1795 sah als Reaktion auf die Schreckensherrschaft ein beschränktes Wahlrecht vor. Es wurde die indirekte Wahl durch Wahlmänner eingeführt. Durch die Kopplung an einen Steuerzensus sank die Zahl der Wahlberechtigten von sieben auf fünf Millionen der männlichen Bürger. Das passive Wahlrecht war dagegen auf eine kleine Gruppe Hochbesteuerte beschränkt.
Die Legislaturperiode betrug drei Jahre. Dabei schied jedes Jahr ein Drittel der Abgeordneten aus. Deren Sitze mussten durch Neuwahlen wieder besetzt werden.

## Zusammensetzung
Das Parlament hatte insgesamt 755 Sitze. Davon stammten 711 aus Frankreich selbst und der Rest aus den Kolonien. Aus den gewählten Abgeordneten wurden diejenigen Abgeordneten, die älter als vierzig Jahre alt und verheiratet oder verwitwet waren, im Rat der Alten zusammengefasst. Diese Kammer hatte 250 Abgeordnete. Von ihr erwartete man einen mäßigenden Einfluss.

## Befugnisse
Das Gesetzgebungsrecht war zwischen beiden Kammern geteilt. Der Rat der Fünfhundert hatte das Recht zur Gesetzgebungsinitiative. Der Rat der Alten konnte die Gesetzentwürfe annehmen oder verwerfen.
Beide Kammern wirkten auch bei der Besetzung der Exekutive – des Direktoriums – mit. Der Rat der Fünfhundert schlug die Direktoren vor, der Rat der Alten wählte diese dann.

## Verhältnis zur Exekutive
Legislative und Exekutive waren strikt voneinander getrennt. Direktoriumsmitglieder durften nicht dem Parlament angehören. Das Direktorium durfte nicht einmal an den Sitzungen der Volksvertretung teilnehmen. Es hatte auch nicht das Recht der Auflösung oder Vertagung. Umgekehrt konnten die Abgeordneten keinen Einfluss auf den Gang der Regierungsgeschäfte nehmen.

## Geschichte
Die Begrenzung des Wahlrechts konnte nicht verhindern, dass die Parlamentsmehrheit in den Gegensatz zum Direktorium geriet. Das unklare Verhältnis der Kompetenzen zwischen Parlament und Regierung war ein Faktor der politischen Instabilität. Im Jahr 1797 erstarkten im Parlament die Royalisten. Die Folge war der Staatsstreich des 18. Fructidor V und die Bildung eines Triumvirats um Paul de Barras sowie die Entfernung der Royalisten aus dem Parlament. Ein weiterer Eingriff folgte am 11. Mai 1798, als Jakobiner und Rechte durch gemäßigte Abgeordnete ersetzt wurden. Nach der Rückkehr aus Ägypten begannen Napoleon und seine Verbündeten mit der Vorbereitung eines weiteren Staatsstreiches. Ein wichtiger Faktor dabei war die Wahl seines Bruders Lucien Bonaparte zum Präsidenten des Rats der Fünfhundert. Den Widerstand gegen den Staatsstreich des 18. Brumaire VIII durch die Abgeordneten des Rates der Fünfhundert ließ Lucien Bonaparte durch Truppen brechen, die den Versammlungssaal räumten. Später stimmte ein Teil der Abgeordneten der Änderung der Verfassung und der Einführung des Konsulats zu.